# Charles Mahuza Yava
Charles Mahuza Yava SDS (Sandoa, República Democrática do Congo, 29 de julho de 1960) é Vigário Apostólico do Arquipélago de Comores.
Charles Mahuza Yava entrou na Congregação Salvatoriana, fez sua profissão em 8 de setembro de 1991 e foi ordenado sacerdote em 8 de maio de 1993. 
Papa Bento XVI nomeou-o em 1º de maio de 2010 Vigário Apostólico do Arquipélago de Comores e Bispo Titular de Apisa Maius. O Bispo de Port Victoria, Denis Wiehe CSSp, o ordenou bispo em 19 de junho do mesmo ano; Os co-consagradores foram Maurice Piat CSSp, Bispo de Port-Louis, e Gilbert Guillaume Marie-Jean Aubry, Bispo de Saint-Denis-de-la-Réunion.